# アンリ (エルブフ公)
アンリ・ド・ギーズ＝ロレーヌ（Henri de Guise-Lorraine, duc d'Elbeuf, 1661年8月7日 - 1748年5月17日）は、フランスの貴族、エルブフ公爵。

## 生涯
エルブフ公シャルル3世とその2番目の妻でテュレンヌ大元帥の姪にあたるエリザベート・ド・ラ・トゥール・ドーヴェルニュの間の息子として生まれた。2人の兄が早世したため父の跡取りとしてリルボンヌ公（prince de Lillebonne）、エルブフ公（prince d'Elbeuf）の称号を帯びた。1677年1月28日にサン＝ジェルマン＝アン＝レーにおいて、モルトマール公爵ルイ・ヴィクトルの娘シャルロット・ド・ロシュシュアール（Charlotte de Rochechouart, 1660年 - 1729年）と結婚した。妻はモンテスパン侯爵夫人の姪であった。夫妻の間に生まれた2人の息子がいずれもスペイン継承戦争で戦死したため、エルブフ公爵家の家督は弟のエマニュエル・モーリスが継いだ。

## 子女
- フィリップ（1678年 - 1705年） - スペイン継承戦争で戦死
- アルマンド・シャルロット（1683年 - 1701年） - エルブフ姫（Mademoiselle d'Elboeuf）
- シャルル（1685年 - 1705年） - スペイン継承戦争で戦死